# 白岩駅
白岩駅（しらいわえき）は、かつて山形県寒河江市にあった山形交通三山線の駅である。

## 歴史
- 1926年（大正15年）12月23日：三山電気鉄道の羽前高松駅 - 海味駅間開業と同時に開業。
- 1943年（昭和18年）10月1日：山形交通の発足により同社の駅となる。
- 1974年（昭和49年）11月18日：山形交通三山線の全線廃止により廃駅。

## 駅構造
相対式ホームを持つ交換可能駅（停車場）であった。

## 廃線後の状況
1974年（昭和49年）に全区間が廃止されたのちは、跡地に中町公民館が建っており（白岩駅跡の石碑もある）、線路跡は農道となっている。駅当時の面影はない。
周辺部は旧・白岩町の中心街をなすところであったため、現在も商店や住宅が多く建っている。

## 隣の駅
山形交通
三山線
新田駅 - 白岩駅 - 上野駅